# شورانگیز طباطبایی
شورانگیز طباطبایی (زادهٔ ۱۳۳۲) هنرپیشه ایرانی است که قبل از انقلاب فعالیت می‌کرد.

## زندگی
وی با نام مستعار «کاترین» و با فیلم اکبر دیلماج ساختهٔ خسرو پرویزی به سینما آمد. وی پیش از این فیلم، با نام مستعار شاپرک در فیلم خشم و خون و طاهر که هنوز به نمایش در نیامده بود، بازی کرده بود.بازی در فیلم اکبر دیلماج (با حضور رضا ارحام صدر، ایرن زازیانس و دیانا) سکوی پرتابی برای شورانگیز طباطبایی بود و بعد از آن به علت زیبایی خاصی که داشت به یک باره مورد توجه فیلمسازان قرار گرفت و دست مزدش از سی هزار ریال به سیصد هزار ریال ترقی نمود. شورانگیز طباطبایی در تعدادی قابل توجه از فیلمهای موسوم به فیلم‌فارسی بازی کرده‌است. متفاوت‌ترین فیلم وی از دیدگاه IMDb، فیلم «کنیز» است. او پس از انقلاب۱۳۵۷ با محمد صالح‌علا ازدواج کرد.

## اطلاعات کلی
- دارای مدرک تحصیلی فوق دیپلم عکاسی
- ۱۳۵۲ - شروع فعالیت در سینما با بازی در فیلم طاهر

## فیلم‌شناسی

- ۱۳۵۷ - خاکستر عشق (رضا عقیلی) - نمایش داده نشد [۶]
- ۱۳۵۷ - به دادم برس رفیق
- ۱۳۵۷ - خیابانی‌ها
- ۱۳۵۷ - سرخپوست‌ها
- ۱۳۵۷ - گدای اشراف‌زاده
- ۱۳۵۶ - دو کله‌شق
- ۱۳۵۶ - طغیانگر
- ۱۳۵۶ - فری دست قشنگ
- ۱۳۵۶ - نان و نمک
- ۱۳۵۶ - همراهان
- ۱۳۵۵ - با هم ولی تنها
- ۱۳۵۵ - بابا گلی به جمالت
- ۱۳۵۵ - شادی‌های زندگی
- ۱۳۵۵ - کلک نزن خوشگله
- ۱۳۵۴ - پاشنه طلا
- ۱۳۵۴ - تعصب
- ۱۳۵۴ - چشمان بسته
- ۱۳۵۴ - رقیب
- ۱۳۵۴ - شبگرد
- ۱۳۵۳ - آقا رضای گل
- ۱۳۵۳ - اوستا کریم نوکرتیم
- ۱۳۵۳ - این دست کجه
- ۱۳۵۳ - خشم و خون
- ۱۳۵۳ - دروغگوی کوچولو
- ۱۳۵۳ - دکتر و رقاصه
- ۱۳۵۳ - کنیز
- ۱۳۵۳ - مرد شب
- ۱۳۵۳ - مرغ همسایه
- ۱۳۵۲ - اکبر دیلماج (با نام هنری کاترین)
- ۱۳۵۲ - طاهر (با نام هنری شاپرک)

## نگارخانه

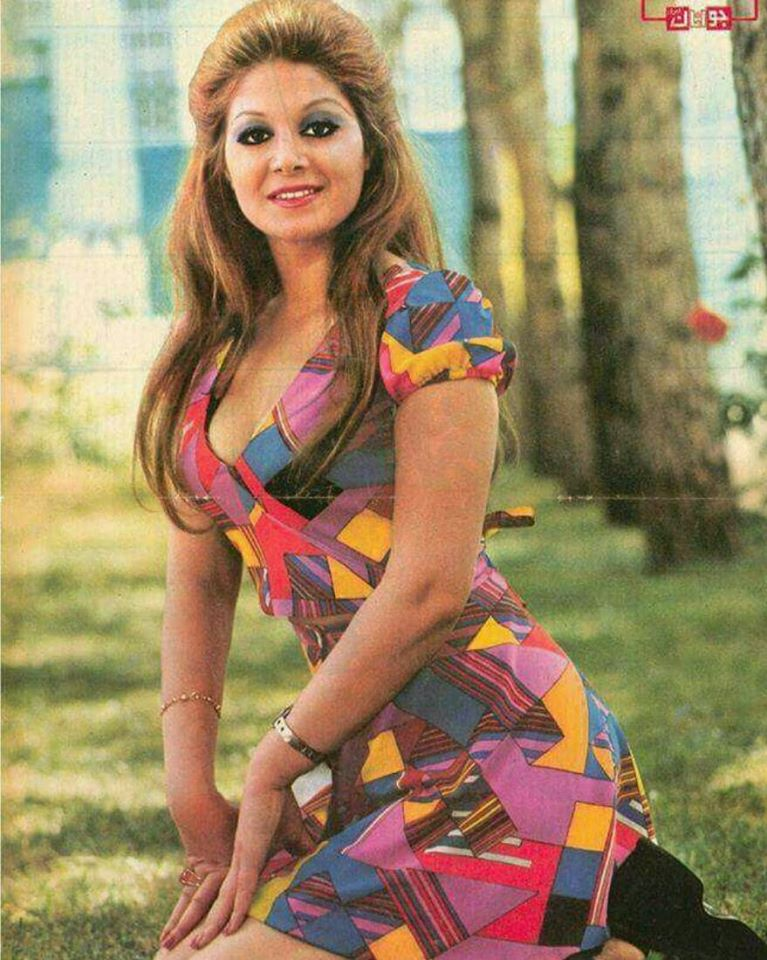
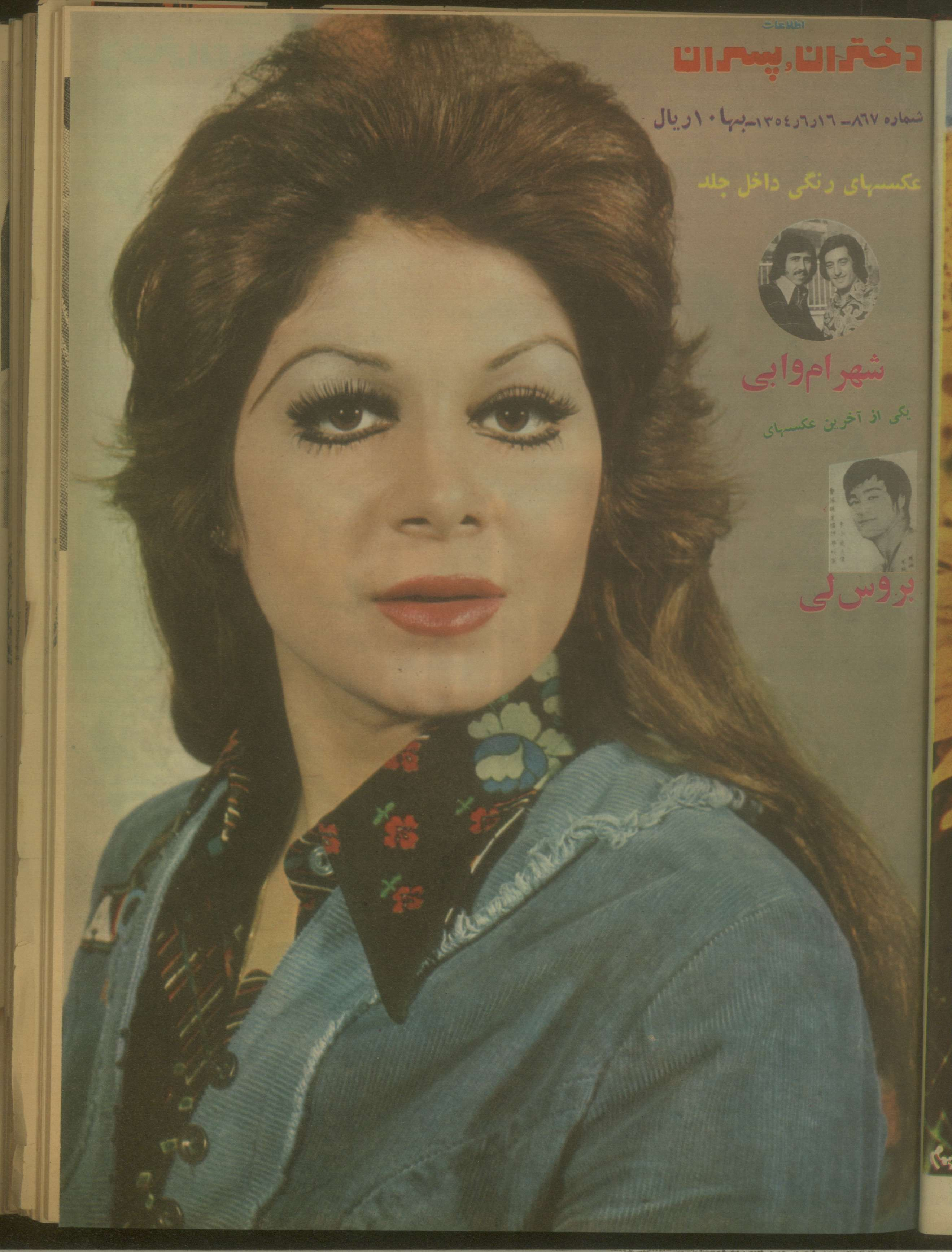
رضا بیک ایمانوردی، شورانگیز طباطبایی و آرمان در فیلم خیابانیها
دکتر و رقاصه
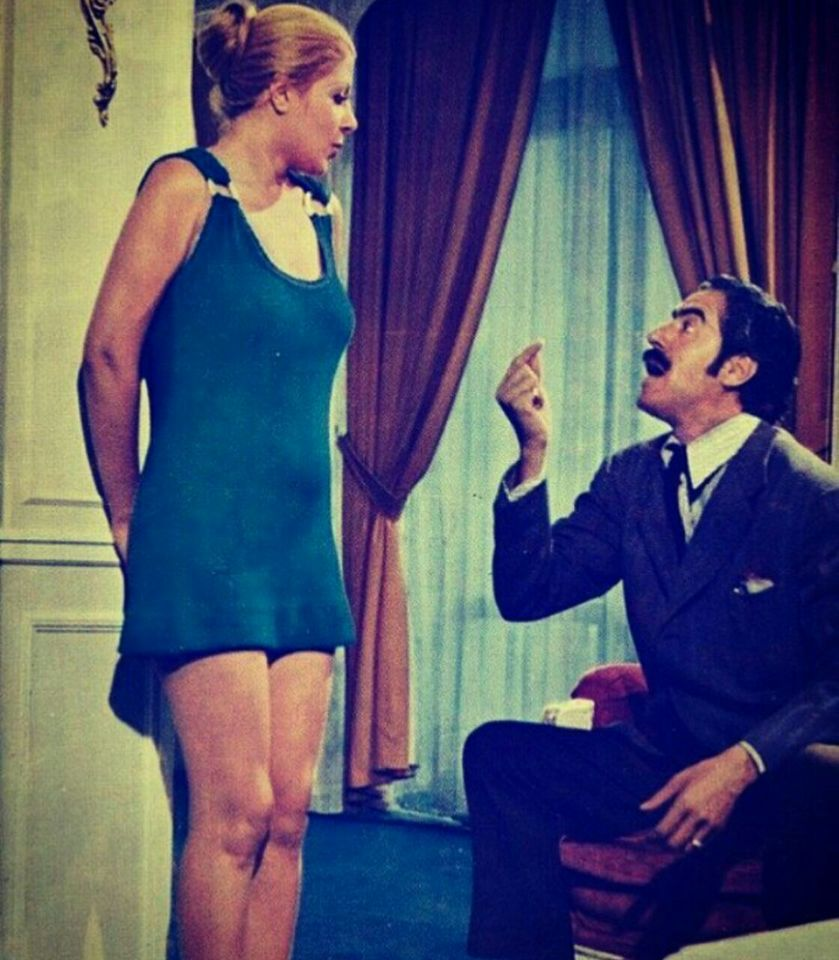
ارحام صدر و شورانگیز در فیلم اکبر دیلماج
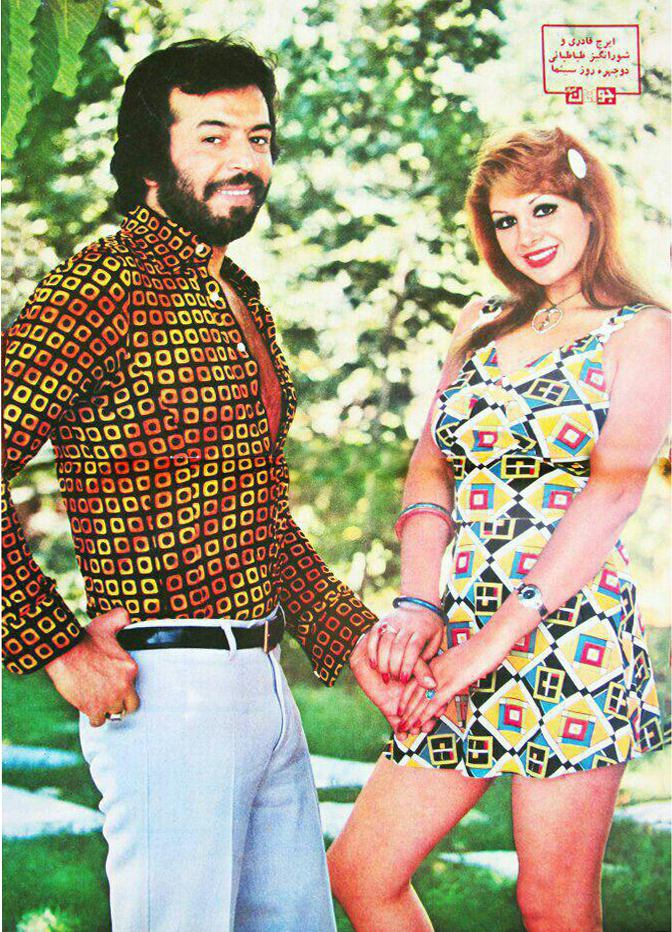